# Dusty

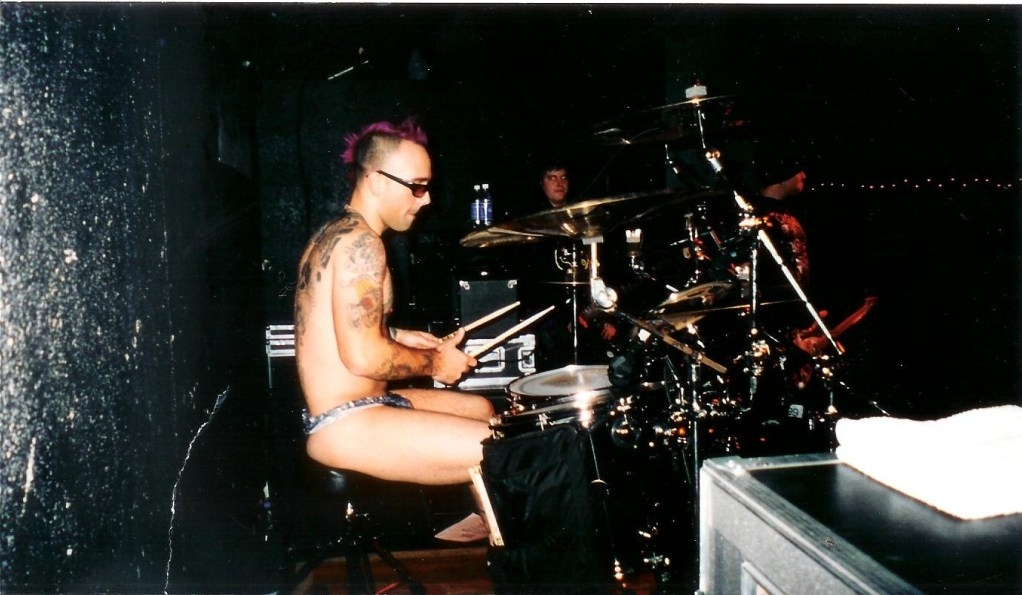
Dusty Brill en un concierto.

Dusty Brill es un músico profesional que tocó con la banda pop-punk rock Good Charlotte. Fue el reemplazo de Aaron Escolopio. Se ha dicho que Dusty era un viejo amigo de la banda pero otros dijeron que fue recomendado por el que tatuaba a los miembros del grupo.[cita requerida] Tocó para Good Charlotte durante el Warped Tour en 2001. A pesar de la creencia popular de que sería el reemplazo definitivo de Aaron dejó la banda en septiembre de 2001, tras el Warped Tour. También ha tocado en bandas como Jesus Eater, The Misery, Power On Hold, Choke 66, Smatch y una banda tributo a The Descendents llamados Kids On Coffee. Dusty Brill actualmente está preparando su carrera musical en solitario grabando en estudios de Deland, Florida.
- Datos: Q3041699
- Multimedia: Dusty Brill / Q3041699